# Francisco Cascales
Francisco Cascales (Murcia, c. 1559-Murcia, 30 de noviembre de 1642) fue un erudito y humanista español.

## Biografía
Francisco Cascales fue un humanista, filólogo e historiador nacido en Murcia hacia 1559 y fallecido en 1642. Son pocos los datos que se tienen sobre la familia del escritor; tuvo, al parecer, un hermano gemelo. Nunca mencionó a sus padres; tampoco habló de su familia y del posible entorno de esta y lo mismo sucede con sus contemporáneos, por lo que se supone fue hijo natural.
Del estudio de la gramática se tuvo por cierto que habría pasado a la vida militar (1585) sirviendo en los Países Bajos y en Francia. Allí estuvo un buen tramo de su juventud y regresó «admirado de aquellos humanistas insignes» (dice en Cartas filológicas). Estuvo en contacto con insignes humanistas y además viajó por Italia, donde posiblemente frecuentó alguna universidad y, finalmente, en Nápoles, donde fue amigo de ilustres poetas españoles, si bien ninguna de estas afirmaciones se ha podido corroborar documentalmente. Sí consta una estancia en Granada, al menos de 1592 a 1594, antes de establecerse en Cartagena, centro de referencia para su obra, donde contrajo matrimonio en 1595 y escribió su Discurso de la ciudad de Cartagena (1598), a cuyos poetas alabó. Obtuvo allí la plaza de preceptor de gramática (1597) otorgada por el cabildo y posteriormente obtuvo la cátedra de latín en el murciano Seminario Mayor de San Fulgencio (1601). 

Parece haber compuesto autos y comedias, hoy perdidos, para las fiestas en honor de este patrón. En cambio sí se conservan los Discursos históricos de la muy noble y muy leal ciudad de Murcia (1621), que compiló como cronista. Se casó tres veces y solo tuvo hijos de la última esposa, hermana de los poetas Pedro y Bartolomé Ferrer Muñoz. Todavía joven fue encarcelado, al parecer, en el castillo de Chinchilla.
Como humanista destacado fue partidario de la imitación ecléctica y sobresalió como preceptista. Como poeta mereció los elogios de su amigo Lope de Vega en El laurel de Apolo. En las Tablas poéticas de 1604, impresas en 1617 gracias a la intervención de Diego de Saavedra Fajardo y con la ayuda del conde de Castro, acudió particularmente a L'arte poetica de Antonio Sebastiani Minturno y al comentario de Francesco Robortello. 
Escribió también epigramas latinos inspirados en Marcial y tradujo el Arte poética de Horacio, sobre la cual redactó además un tratado en latín, Epistola Horatii Flacci de Arte Poetica in methodum redacta versibus Horatianis stantibus, ex diversis tamen locis ad diversa loca translatis (Valencia, Silvestre Sparsa, 1639). Compuso además un Florilegio de versificación y una Epopeya del Cid que no llegó a concluir.

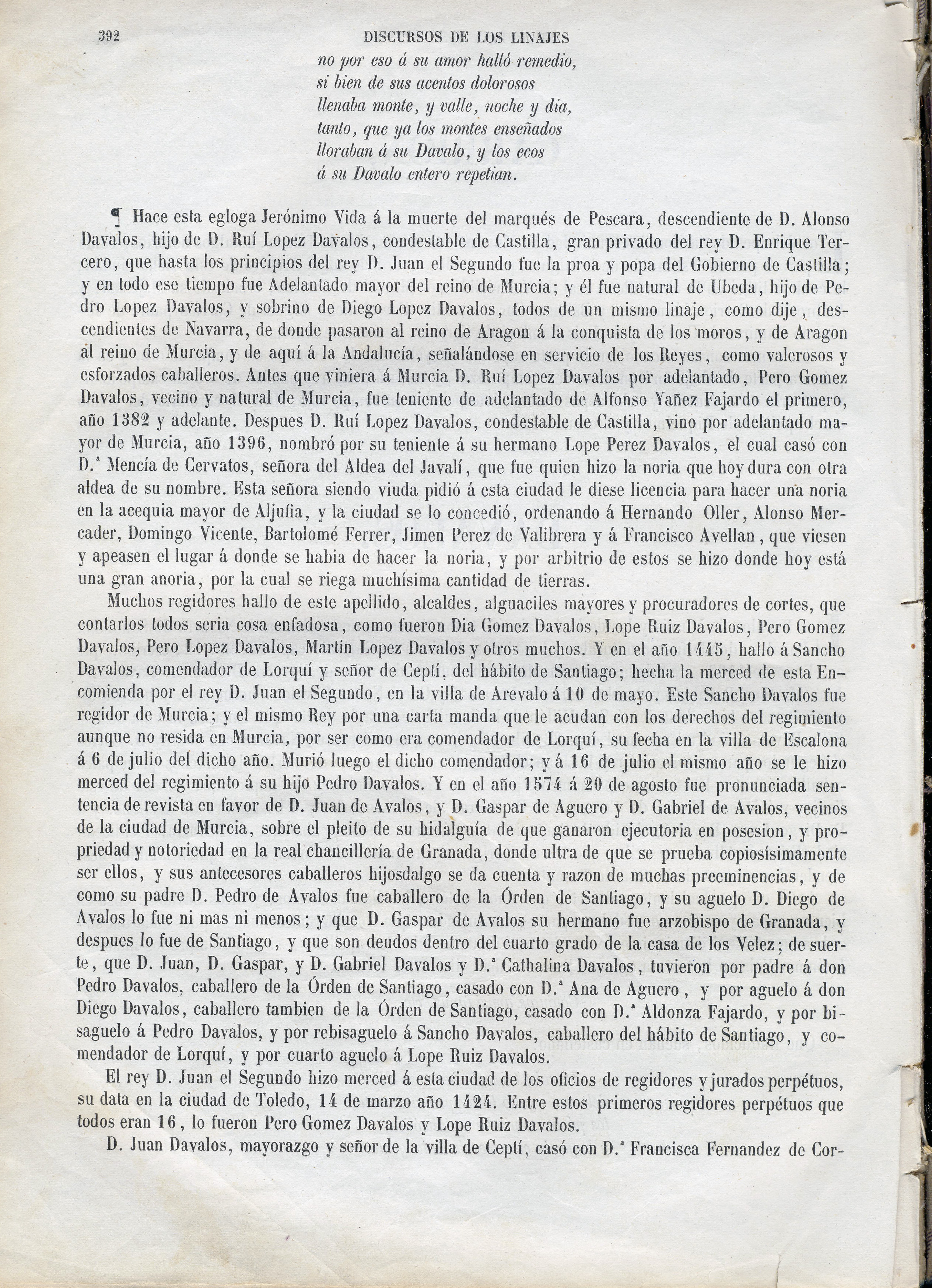
Página de los Discursos históricos

## Cartas filológicas
Con todo, su obra más reconocida es Cartas filológicas. Tiene un largo y sinuoso subtítulo: Es a saber, de Letras humanas, Varia erudición, Explicaciones de lugares, Lecciones curiosas, Documentos poéticos, Observaciones, ritos, i costumbres, i muchas sentencias exquisitas (Murcia, Luis Verós, 1634).
El libro parte de una correspondencia confidencial de Cascales con eruditos contemporáneos, que fue  reunida en 1626 y publicada ese mismo año. 
Cartas filológicas, de gran belleza verbal supone una especie de silva de varia lección que discurre sobre una gran multitud de temas, esbozando claramente el género ensayístico en español. En ella se acumulan importantes juicios históricos y estéticos, si bien unilaterales y polémicos, por ejemplo sobre Luis de Góngora: pero es que Cascales pretendía desarrollar su ingenio en ellas.

Cartas filológicas
Es a saber, de letras humanas, varia erudición, explicaciones de lugares, lecciones curiosas, documentos poéticos, observaciones, ritos y costumbres y muchas sentencias exquisitas. Auctor el licenciado Francisco Cascales.
- Svmma del privilegio y aprovaciones deste libro
- Svmma de la tassa
- Dedicatoria  A Don Juan Delgadillo Calderón
  - Década primera
    - Epístola I  A don Alonso Fajardo, caballero de la Orden de Alcántara y comendador del Castillo, señor de Espinardo, Ontur y Albatana, gobernador y capitán general de las Filipinas  Trata cómo se ha de gobernar en su viaje con su gente
    - Epístola II  Al doctor don Diego de Rueda, arcediano de la Santa Iglesia de Cartagena  Contra las letras y todo género de artes y ciencias. Prueba de ingenio
    - Epístola III  A un caballero salido de los estudios, está en duda si irá a la guerra o se quedará en su tierra a servir su oficio de regidor  Instrucción cómo se ha de haber, así en la guerra, como haciendo su oficio de regidor
    - Epístola IV  Al licenciado Jerónimo Martínez de Castro, Capellán del Obispo de Plasencia  En defensa de los capones cantores, contra quien había escrito
    - Epístola V  A Don José Alagón  Sobre la púrpura y «sindon»
    - Epístola VI  Al licenciado Diego Magastre y al licenciado Alonso de la Mota  Sobre el número ternario
    - Epístola VII  Al licenciado Andrés de la Parra, Racionero de la Santa Iglesia de Toledo  Acerca del nombre «Tajo» y otras cosas tocantes a la ciudad de Toledo
    - Epístola VIII  Al licenciado Luis Tribaldo de Toledo  Sobre la obscuridad del «Polifemo» y «Soledades» de Don Luis de Góngora
    - Epístola IX  Don Francisco del Villar al Padre Maestro Fray Joan Ortiz, Ministro de la Santísima Trinidad en Murcia  Sobre la carta pasada de los Polifemos
    - Epístola X  A Don Francisco del Villar, el Licenciado Francisco de Cascales  Contra su apología

  - Década segunda
    - Epístola I  Al Doctor Salvador de León  Contra los bermejos
    - Epístola II  A Don Tomás Tamayo y Vargas, Coronista de Su Majestad  En defensa de ciertos lugares de Virgilio
    - Epístola III  Al Apolo de España, Lope de Vega Carpio  En defensa de las comedias y representación de ellas
    - Epístola IV  Al Licenciado Nicolás Dávila  Sobre la ortografía castellana
    - Epístola V  A Don José de Pellicer  Defendiéndose el autor contra él de ciertas faltas que le puso injustamente
    - Epístola VI  A Don Joan de Saavedra, Chantre de la Santa Iglesia de Cartagena  Sobre un lugar de Cicerón, en que se trata de las ceremonias del casamiento gentílico
    - Epístola VII  Al Padre Fray Joan Ortiz, Maestro en Teología y Ministro del Convento de la Santísima Trinidad, en la Ciudad de Córdoba  Acerca del uso antiguo y moderno de los coches
    - Epístola VIII  Al Licenciado Bartolomé Ferrer Muñoz, [Beneficiado de las Villas de Íllar y Instinción]  Sobre la cría y trato de la seda
    - Epístola IX  Al Doctor Francisco Yáñez y Tomás  Acerca de las viñas y bodegas
    - Epístola X  Al Maestro Jiménez Patón, Catedrático de Letras Humanas en Villanueva de los Infantes  Donde se le escriben muchos epigramas de varios argumentos

  - Década tercera
    - Epístola I  A Doña Antonia Valero de Eslava  Con una instrucción para las doncellas que han de ser casadas
    - Epístola II  Al Licenciado Francisco de Cuenca, Maestro de Humanidad en la Ciudad de Jaén  Sobre estar muy enfermo de estudios
    - Epístola III  Al Licenciado Juan de Aguilar, Maestro de Humanidad en la Ciudad de Antequera  En alabanza de la Gramática
    - Epístola IV  Al Padre Maestro Fray Francisco Infante, Religioso Carmelita  Con muchas curiosidades de los baños y termas de los romanos
    - Epístola V  Al Licenciado Pedro Ferrer Muñoz, Alcalde de la Justicia por S. M. En la Ciudad de Córdoba.  Es una instrucción para bien gobernar
    - Epístola VI  Al Licenciado Andrés de Salvatierra  Sobre el lenguaje que se requiere en el púlpito entre los predicadores
    - Epístola VII  Al Doctor Francisco Téllez Becerra Canónigo de Lorca  Contra las piedras preciosas
    - Epístola VIII  Al Capitán Don Joan Delgadillo Calderón  Que trata de los Delgadillos, Manueles y Villaseñores y Porceles
    - Epístola IX  El Maestro Pedro González de Sepúlveda al Licenciado Francisco Cascales  Sobre sus Tablas poéticas
    - Epístola X  Al Maestro Pedro González de Sepúlveda, Catedrático de Retórica en la Universidad de Alcalá de Henares  El licenciado Francisco Cascales, en respuesta de la pasada

## Reconocimiento
El libro de Justo García Soriano, El humanista Francisco Cascales, de 1924 es un notable recorrido sobre su vida y sus obras, todavía es libro de referencia. Pero de entrada, habla de que era poco conocido. Sus Cartas filológicas se empezaron a publicar en 1961 por García Soriano, y es un libro singularmente atractivo por su lengua y sus asuntos.
Pese a su valía, su importancia y su gracia verbal sigue siendo muy poco leído.